# Calydorea alba
Calydorea alba är en irisväxtart som beskrevs av Roitman och A.Castillo. Calydorea alba ingår i släktet Calydorea och familjen irisväxter.
Artens utbredningsområde är Uruguay. Inga underarter finns listade i Catalogue of Life.